# Zalujne, Dzerjînsk
Zalujne (în ucraineană Залужне) este un sat în comuna Cervoni Hatkî din raionul Dzerjînsk, regiunea Jîtomîr, Ucraina.

## Demografie
Componența lingvistică a localității Zalujne
     Ucraineană (99,01%)
     Alte limbi (0,99%)
Conform recensământului din 2001, majoritatea populației localității Zalujne era vorbitoare de ucraineană (99,01%), existând în minoritate și vorbitori de alte limbi.